# ألكسندر أوغستون
السير ألكسندر أوغستون (بالإنجليزية: Sir Alexander Ogston)‏ ـ (ولد في أبردين في 19 أبريل 1844 وتوفي بها في 1 فبراير 1929) هو جراح اسكتلندي، اشتهر باكتشافه المكورات العنقودية، وهو الابن الأكبر للبروفيسور فرنسيس أوغستون (1803 ـ 1887).
بدأ أوغستون دراسة الطب في كلية ماريشال سنة 1862 وفيها تخرج سنة 1865 مع مرتبة الشرف في الطب والجراحة. حصل على درجة الدكتوراه في الطب في العام التالي لتخرجه (سنة 1866) وعمل أستاذاً مساعداً للماتيريا ميديكا والطب الشرعي، ومحاضراً في طب العيون وطبيب تخدير قبل أن يعين أستاذاً للجراحة سنة 1882.